# Grace Lake
Der Grace Lake ist ein See an der Ingrid-Christensen-Küste des ostantarktischen Prinzessin-Elisabeth-Lands. In den Vestfoldbergen liegt er im nördlichen Teil der Langnes-Halbinsel.
Das Antarctic Names Committee of Australia benannte ihn 1991 nach dem Biologen Daniel R. Grace, der 1973 auf der Davis-Station war und als einer der ersten Wissenschaftler die Seen der Vestfoldberge untersucht hatte.